# Período Azuchi-Momoyama

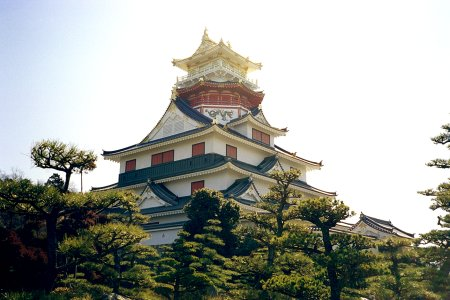
Reproducción del Castillo Azuchi.

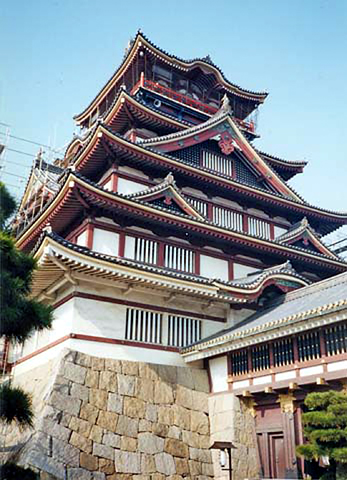
Castillo Fushimi-Momoyama.

El Periodo Azuchi-Momoyama (安土桃山時代 azuchi momoyama jidai?) comenzó al concluir el período Sengoku en Japón y terminó cuando la política de unificación del shogunato Tokugawa llevó a cabo y se inicia el Período Edo. Este período se extendió entre los años 1568 al 1603 aproximadamente, acompañando al mandato de Oda Nobunaga y el de su sucesor, Toyotomi Hideyoshi. Este periodo toma su nombre por el castillo de Nobunaga, el Castillo Azuchi y el castillo de Hideyoshi, el Castillo Fushimi-Momoyama.
El período Azuchi-Momoyama comenzó con la entrada de Nobunaga a Kioto en 1568, cuando condujo a su ejército a la capital imperial para instalar a Ashikaga Yoshiaki como el decimoquinto y último shōgun del shogunato Ashikaga hasta la llegada al poder de Tokugawa Ieyasu después de su victoria con el apoyo del clan Toyotomi en la Batalla de Sekigahara en 1600.

## Nobunaga se vuelve un hombre prominente en el área de la capital
Durante la última mitad del siglo XVI, algunos daimyō se volvieron tan poderosos e influyentes que podían manipular al shogunato a su conveniencia o incluso deponerlo. Un intento por deponer el shogunato se llevó a cabo en el año 1560 por parte de Imagawa Yoshimoto, pero su movimiento fue reprimido por Oda Nobunaga en la Batalla de Okehazama. En 1565, la alianza entre el clan Matsunaga y el clan Miyoshi intentó asesinar a Ashikaga Yoshiteru pero una serie de disputas internas postergó su intento, hasta que en 1568 instalaron en el shogunato a Ashikaga Yoshihide sin embargo, fallaron en llegar hasta Kioto y obtener el respaldo y legitimación de la corte imperial por lo que un grupo de sirvientes del shogunato liderados por Hosokawa Fujitaka negociaron con Nobunaga el apoyo al hermano menor de Yoshiteru, Ashikaga Yoshiaki.
Nobunaga había esperado una oportunidad así para poder establecer una alianza con los Azai en el norte y poder conquistar de este modo la Provincia de Mino, por lo que marchó hacia Kioto. Después de enviar al clan Rokkaku al sur de Omi, Nobunaga forzó a los Matsunaga a capitular y a los Miyoshi a huir.  Yoshiaki fue reconocido en ese momento como el decimoquinto shōgun Ashikaga.
Nobunaga procedió a afianzar su control en la zona Kinai donde todos sus enemigos como daimyō rivales, mercaderes hostiles o monjes budistas intransigentes fueron eliminados rápidamente y sin piedad, por lo que Nobunaga se ganó la reputación de ser un adversario inmisericorde. Junto con sus estrategias políticas y militares, llevó a cabo una reforma económica que erradicaba las barreras del comercio invalidando antiguos monopolios centralizados por templos y gremios, promoviendo el libre comercio conocido como rakuichi-rakuza.
Para 1573 Nobunaga había destruido la alianza entre los clanes Asakura y Azai que amenazaban el norte de su dominio, además de que evitó tener una confrontación con el poderoso daimyō Takeda Shingen, el cual repentinamente murió justo cuando su ejército estaba a punto de derrotar a los Tokugawa y preparaba la invasión a los dominios de Oda en su camino a Kioto.
Incluso después de la muerte de Shingen, existían poderosos daimyō capaces de resistir las fuerzas de Nobunaga, pero ninguno estaba tan cerca como para constituir una amenaza seria, ni política ni militarmente por lo que la unificación del país bajo la bandera de Oda parecía ser solo cuestión de tiempo.
Durante el periodo de 1576 a 1579, Nobunaga construyó a orillas del Lago Biwa en Azuchi (hoy Prefectura de Shiwa) el Castillo Azuchi, una extraordinaria fortificación de siete pisos de alto que fue diseñada no solo para ser una magnífico edificio defensivo militar, sino para fungir como una lujosa residencia que permanecería como símbolo de unificación.
Habiendo asegurado el control de la zona Kinai, Nobunaga ahora tenía el suficiente poder como para subyugar a las provincias vecinas por lo que mandó a sus principales generales a cumplir con esta misión. A Shibata Katsuie se le encomendó la tarea de conquistar el clan Usagi en la Provincia de Etchū, Takigawa Kazumasa confrontó a los Takeda en Kai y a Hashiba Hideyoshi se le encomendó la labor de enfrentar a los Mori en la región Chūgoku en el oeste de Honshū.
En 1582, después de una prolongada campaña, Hideyoshi solicitó la ayuda de Nobunaga para que le ayudara a terminar con la tenaz resistencia. Nobunaga hizo una pequeña parada en Kioto en su camino hacia el oeste acompañado tan solo de un pequeño contingente de guardias, donde fue atacado y traicionado por uno de sus generales más cercanos: Akechi Mitsuhide el cual lo obligó a cometer seppuku.

## Hideyoshi completa la unificación
Lo que aconteció fue una escalada de los generales más poderosos de Nobunaga para vengar su muerte y establecer posiciones en las negociaciones del nuevo re ordenamiento del clan Oda. La situación se volvió más apremiante cuando se supo que el hijo mayor de Nobunaga y su heredero, Nobutada también había sido asesinado dejando al clan Oda sin un claro sucesor.
Una rápida tregua de Hideyoshi con los Mori antes de que se enteraran de la muerte de Nobunaga permitió que llegara rápidamente a enfrentar a las tropas de Mitsuhide en la Batalla de Yamazaki.
Hideyoshi, un plebeyo que había ascendido rápidamente hasta puestos de gran importancia, se comprometió a aceptar al hijo más pequeño de Nobunaga, Sanpōshi (quien se convirtió en Oda Hidenobu), antes que apoyar al tercer hijo de Nobunaga, Nobutaka quien era propuesto como heredero por  Shibata Katsuie. Contando con el apoyo de otros generales, Sanpōshi fue nombrado heredero y Hideyoshi como su coguardián.
Debido a las continuas intrigas políticas, se dio paso a una confrontación abierta. Después de vencer a Shibata en la Batalla de Shizugatake en 1583 además de una larga y costosa batalla con Tokugawa Ieyasu en la Batalla de Komaki y Nagakute en 1584, Hideyoshi terminó con el asunto de la sucesión de una vez por todas para obtener el control total de Kioto y se convirtió en el soberano indiscutible de los dominios Oda. Hideyoshi fue adoptado por la familia Fujiwara, se le dio el nombre de Toyotomi y se le concedió el título de Kanpaku, en representación de control militar y civil de todo Japón. Para el año siguiente, aseguró alianzas con tres de las nueve coaliciones de daimyō más poderosas y llevó la guerra de unificación a Shikoku y Kyūshū. En 1590, al frente de un ejército de 200,000 hombres, Hideyoshi venció a los Hōjō, su último rival más poderoso en la parte este de Honshū. Los daimyō restantes pronto capitularon y la reunificación militar de Japón quedó completa por fin.

## Japón bajo Hideyoshi

### Encuesta de las tierras
Con todo Japón ahora bajo el control de Hideyoshi, una nueva estructura de gobierno nacional fue desarrollada. El país fue unificado bajo un solo líder, pero el gobierno de las diversas regiones quedó descentralizado. Las bases de la distribución del territorio se midió sobre la base de la producción de arroz en unidades de koku. En 1598 se institucionalizó una encuesta para calcular la producción de arroz nacional, la cual se estableció en 18.5 millones de koku, de los cuales 2 millones eran controlados directamente por Hideyoshi. En contraste, Tokugawa Ieyasu a quien Hideyoshi había enviado a la región de Kanto controlaba 2.5 millones de koku.

### Medidas de control
Se realizaron algunas innovaciones administrativas para favorecer y alentar el comercio y estabilizar la sociedad. Para poder facilitar el transporte, se eliminaron algunos lugares de peaje. Se tomaron además medidas para marcar definitivamente la distinción de clases, como el requisito de que las diferentes clases sociales vivieran en distintas áreas de los pueblos, así como la prohibición de que los granjeros portaran armas.

### Unificación

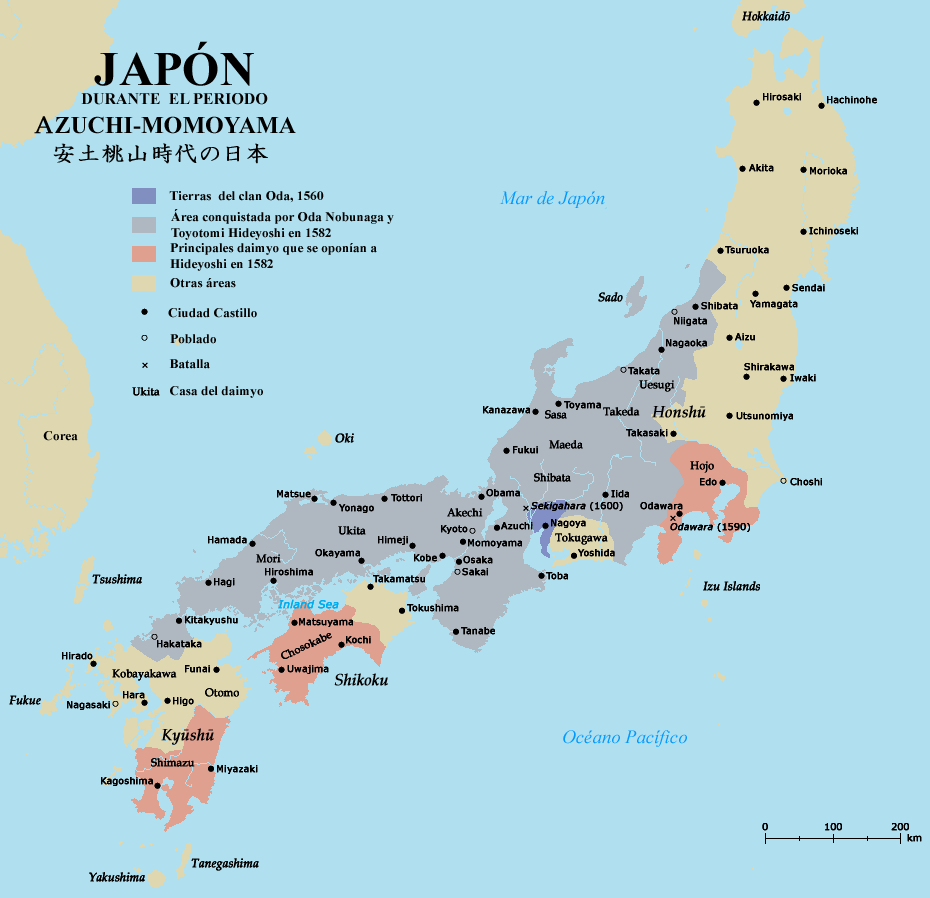
Japón en el Período Azuchi-Momoyama.

Hideyoshi consideró que para mantener su posición necesitaba re ordenar los dominios de los daimyō. Particularmente envió a los Tokugawa a la región de Kanto, lejos de la capital y se rodeó de sus sirvientes de más confianza. Adoptó también un sistema de hospedaje donde las esposas y herederos de los daimyō vivieran en Osaka.
Intentó además establecer una orden de sucesión nombrándose con el título de Taikō, o "Kanpaku retirado" en 1591 y dejó la regencia a su sobrino e hijo adoptivo Toyotomi Hidetsugu. Hasta este momento intentó formalizar el balance en el poder estableciendo órganos administrativos, los cuales incluían el Consejo de los Cinco Regentes, que estaban encargados de mantener la paz y servir de apoyo al clan Toyotomi, formó también el Consejo de Administradores de la Casa, quienes manejaban los asuntos políticos y administrativos y por último el Consejo de Mediadores, que estaba a cargo de mantener la paz y el orden entre los primeros dos consejos mencionados.

### Campañas en Corea
La última gran ambición de Hideyoshi era conquistar la Dinastía Ming de China. En abril de 1592, se les negó pasar por Corea, un reino floreciente que gozaba del apoyo de China. Hideyoshi envió un ejército de 200 000 hombres a invadir y pasar a través de Corea por la fuerza. Durante las invasiones japonesas a Corea, las tropas niponas ocuparon Seúl en mayo de 1592 y después de 3 meses de invasión llegaron a Pyongyang junto con un gran número de colaboradores coreanos que los veían como los libertadores de la corrupción de la aristocracia.
El rey de la Dinastía Joseon pidió el apoyo militar de China y con su intervención las tropas japonesas se vieron obligadas a retroceder de nuevo hasta Seúl en enero de 1593. Mientras que Japón aun disfrutaba de exitosas batallas en tierra firme en Corea, los almirantes coreanos Won Gyun y Yi Eok-gi fueron muertos por la naval japonesa, por lo que el emperador chino envió al almirante Chen Lin para apoyar a los coreanos. El almirante coreano Yi Sun-sin tuvo éxito en atacar los barcos japoneses que cargaban suministros y cortaron las líneas de suministro existentes lo que llevó a conversaciones de paz entre China y Japón.
Durante las conversaciones de paz, Hideyoshi ordenó la división de Corea, libre comercio y una princesa china como consorte del emperador. Los chinos rechazaron las ofertas por lo que una segunda invasión comenzó en 1597, con menor éxito que la primera y en la que las tropas japonesas encontraron una mucha mayor resistencia coreana, terminando abruptamente en 1598 con la repentina muerte de Hideyoshi ya que los principales comandantes japoneses regresaron inmediatamente para tratar de asegurar el control sobre el shogunato.

## Sekigahara y el final del reinado Toyotomi
Hideyoshi en su lecho de muerte reunió a un grupo de los daimyō más poderosos del país – Tokugawa, Maeda, Ukita, Uesugi y Mori- para que gobernaran como el «Consejo de los Cinco Regentes» hasta que su hijo Hideyori tuviera la edad para gobernar. La paz duró hasta 1599 cuando falleció Maeda Toshiie. Ishida Mitsunari acusó a Ieyasu de traición al nombre Toyotomi precipitando la crisis que culminaría en la Batalla de Sekigahara, considerada como la última gran guerra del periodo Azuchi-Momoyama y el Período Sengoku. El triunfo de Ieyasu en Sekigahara marcó el final del reinado Toyotomi. Tres años después Ieyasu recibió el título de shōgun y estableció el shogunato Edo, el cual duró hasta la Restauración Meiji en 1868.

## Desarrollos sociales y culturales durante el Periodo Momoyama
El periodo Momoyama fue un periodo de interés en el mundo exterior, el cual vio también el desarrollo de grandes centros urbanos y el nacimiento de la clase comerciante. La arquitectura de los castillos, con sus interiores adornados de finas pinturas, con pisos y techos cubiertos de hojas de oro eran un reflejo del poder del daimyō que lo poseía además de que marcaba un nuevo sentido estético. Un estilo específico que emergió fue el llamado Namban.
El arte de la ceremonia del té también vio su nacimiento en esta etapa y tanto Nobunaga como Hideyoshi gastaron mucho tiempo y dinero en este pasatiempo, coleccionando tazones para el té y otros implementos, patrocinando lujosos eventos sociales y contratando a aclamados maestros como Sen no Rikyū.
Hideyoshi, que había ocupado Nagasaki en 1587, vio la oportunidad de controlar el comercio internacional así como regular las asociaciones de comercio que se habían establecido con otros países. Aunque China rechazó sus esfuerzos para establecer concesiones comerciales, sus misiones comerciales tuvieron éxito en lo que hoy llamamos Malasia, Filipinas y Tailandia.
Hideyoshi siempre desconfió del cristianismo, el cual consideró potencialmente subversivo e incluso varios misioneros fueron crucificados durante su régimen.

## El famososenryū
Las contrastantes personalidades de los tres líderes que contribuyeron a la unificación de Japón —Nobunaga, Hideyoshi e Ieyasu— son reflejadas en una serie de famosos senryū:
- Nakanunara, koroshiteshimae, hototogisu (Si el cucú no canta, mátalo)
- Nakanunara, nakashitemiseyou, hototogisu (Si el cucú no canta, persuádelo.)
- Nakanunara, nakumadematou, hototogisu (Si el cucú no canta, espera.)

Nobunaga conocido por su rudeza es el sujeto del primero; Hideyoshi conocido por sus recursos, es el sujeto del segundo; Ieyasu, conocido por su perseverancia es el sujeto del tercer verso.

## Cronología
- 1568: Nobunaga hace su entrada a Kioto marcando el inicio del periodo Azuchi-Momoyama.
- 1573: Nobunaga termina con el shogunato Muromachi y ejerce el control sobre todo Japón.
- 1575: Nobunaga vence el clan Takeda en la Batalla de Nagashino.
- 1580: Finalmente se rinden los Ikkō-ikki después de un asedio de 11 años.
- 1582: Nobunaga comete seppuku obligado por Mitsuhide Akechi, quien es vencido más tarde por Toyotomi Hideyoshi en la Batalla de Yamazaki.
- 1584: Hideyoshi pelea con Tokugawa Ieyasu en la Batalla de Komaki y Nagakute.
- 1586: Toyotomi Hideyoshi construye el Castillo Osaka.
- 1590: Hideyoshi vence al clan Hōjō y unifica Japón.
- 1592: Hideyoshi invade Corea.
- 1598: Muerte de Hideyoshi.
- 1600: Ieyasu sale victorioso de la Batalla de Sekigahara.
- 1603: Inicio de Edo. Fundación de la Dinastía Tokugawa.